# 曼图霍特普三世
曼图霍特普三世（英语）古埃及中王国时期第十一王朝的国王（在位時期大约是公元前2010年—约公元前1998年）。他在西底比斯托特修建太阳神荷鲁斯庙，该庙在第十一王朝末年已毁于地震。他还在德尔巴拉巴哈里（曼图霍特普二世祠庙附近）修建自己的庙宇，但没有完成。